# لیپوکسین
لیپوکسین (به انگلیسی: Lipoxin) با فرمول شیمیایی C۲۰H۳۲O۵ یکی از ایکوزانوئیدهای تولید شده از آراشیدونیک اسید است. 
لیپوکسین یک ایکوزانوئید غیر کلاسیک است که در تنظیم ایمنی و کاهش التهاب نقش دارد. لیپوکسینها چون در اثر عملکرد آنزیم لیپواکسیژناز بر آراشیدونیک اسید ساخته میشوند (مانند 12لیپواکسیژناز پلاکتی در پلاکتها) به این نام خوانده شده اند. دو نوع لیپوکسین LXA4 و LXB4  تاکنون به‌خوبی متمایز شده اند. 